# Serra de les Soques (Albanyà)
La Serra de les Soques és una serra situada al municipi d'Albanyà a la comarca de l'Alt Empordà, amb una elevació màxima de 1.289 metres.